# Флаг Крюкова
Флаг внутригородского муниципального образования Крю́ково в Зеленоградском административном округе города Москвы Российской Федерации.
Флаг утверждён 22 декабря 2004 года и является официальным символом муниципального образования Крюково.

## Описание
«Флаг муниципального образования Крюково представляет собой двустороннее, прямоугольное полотнище с соотношением сторон 2:3.
Полотнище флага разделено диагонально из нижнего угла, прилегающего к древку.
В верхней зелёной части помещено изображение обращённого от древка жёлтого поющего соловья на жёлтой ветке. Габаритные размеры изображения составляют 5/12 длины и 9/16 ширины полотнища. Центр изображения находится на расстоянии 7/24 длины полотнища от бокового края полотнища, прилежащего к древку и на расстоянии 3/8 ширины полотнища от его верхнего края.
В нижней белой части помещено изображение обращённого к древку чёрного паровоза с жёлтыми колёсами. Габаритные размеры изображения составляют 5/12 длины и 1/2 ширины полотнища. Центр изображения находится на расстоянии 1/4 длины полотнища от бокового края полотнища, противолежащего древку и на расстоянии 5/16 ширины полотнища от его нижнего края».

## Обоснование символики
Поющий соловей символизирует живущих в лесах на территории муниципального образования соловьёв, радующих крюковчан своим пением.
Старинный паровоз символизирует железнодорожную станцию «Крюково» на Николаевской (ныне — Октябрьской) железной дороге, основанную в 1851 году, и названную по одноимённой деревне, известной с XVI века.